# Čistecká hůra
Čistecká hůra är en kulle i Tjeckien.   Den ligger i regionen Liberec, i den norra delen av landet, 100 km nordost om huvudstaden Prag. Toppen på Čistecká hůra är 588 meter över havet, eller 80 meter över den omgivande terrängen. Bredden vid basen är 1,8 km.
Terrängen runt Čistecká hůra är huvudsakligen platt, men söderut är den kuperad. Runt Čistecká hůra är det ganska glesbefolkat, med 32 invånare per kvadratkilometer. Närmaste större samhälle är Nová Paka, 6,6 km väster om Čistecká hůra. Omgivningarna runt Čistecká hůra är en mosaik av jordbruksmark och naturlig växtlighet.